# Franz Pfeffer von Salomon
Franz Felix Pfeffer von Salomon (Düsseldorf, Alemania; 19 de febrero de 1888 - Múnich, Alemania; 12 de abril de 1968) fue un oficial del Ejército y político alemán. Antiguo miembro del Partido Nacionalsocialista y dirigente de las SA o "Camisas pardas", en la década anterior a la Segunda Guerra Mundial.

## En la Primera Guerra Mundial
Von Salomon quien tenía el título noble de Barón o "Freiherr" en alemán ingresó a la Academia de Oficiales de Alemania logrando graduarse como Subteniente (Leutnant) el 20 de agosto de 1909, entra en combate en la Primera Guerra Mundial en el Regimiento de Infantería "Herwarth von Bittenfeld“ Nr. 13, en Münster y recibe el grado de Teniente (Oberleutnant) el 18 de agosto de 1915. El 20 de septiembre de 1918 recibe el grado de Capitán (Hauptmann), último que tendrá en el Ejército alemán pues no seguirá la carrera.

## Al servicio del NSDAP
Luego de la guerra organiza y lidera el Freikorps "von Salomon" en el área del Ruhr donde inicia las actividades políticas que lo vinculan al Partido Nazi en 1924.
Hace carrera política en la Sturmabteilung o SA donde alcanza el grado de SA Obergruppenführer. Luego de la prohibición por el putsch de Múnich, al rehabilitarse el NSDAP en toda Alemania es nombrado Gauleiter de Franconia en 1925, al año siguiente es nombrado Comandante Supremo de las SA (OSAF) encargado de organizar las unidades tipo milicia del partido, sin embargo su militarismo enfrenta las líneas políticas de Adolf Hitler quien quería una conducta netamente electoral y partidista para las SA en lugar de bandas armadas. Esto va a conllevar que Hitler despoje de sus funciones a von Salomon en 1930, y Hitler tenga que asumir el control directo de las SA como su Comandante Supremo   hasta que logra convencer a Ernst Röhm quien asume la conducción de las Camisas Pardas en 1931 como Stabschef o Jefe de Estado Mayor (Comandante en jefe de las SA). Sin embargo, von Salomon es considerado el arquitecto de las SA luego del golpe de noviembre de 1923.

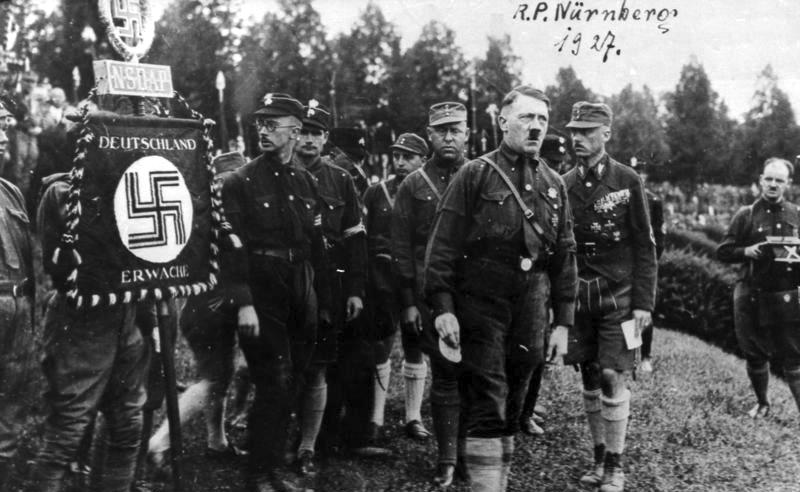
Durante el Congreso del NSDAP, en 1927, Franz von Salomon, Hitler, Gregor Strasser, Rudolf Hess y Heinrich Himmler con un Stamdarte SA

A partir de esta fecha, Franz von Salomon cae políticamente y no vuelve a tener posiciones de mando. Finalmente es expulsado del NSDAP en noviembre de 1941 y arrestado brevemente por la Gestapo en 1944, para una averiguación de sus actividades personales. 
En los tiempos finales del Tercer Reich, von Salomon es reclasificado como Coronel e integrado a la Volksturm o Tropa Popular para enfrentar la invasión de los Aliados a Alemania.

## Fuente
- Bruce Campbell, "The SA Generals and the Rise of Nazism", The University Press of Kentucky, ISBN 0-8131-2047-0.

- Datos: Q62748
- Multimedia: Franz Pfeffer von Salomon / Q62748